# Teucholabis (Teucholabis) melanoderma
Teucholabis (Teucholabis) melanoderma is een tweevleugelige uit de familie steltmuggen (Limoniidae). De soort komt voor in het Neotropisch gebied.